# Alophomorphella illustris
Alophomorphella illustris är en stekelart som beskrevs av Girault 1913. Alophomorphella illustris ingår i släktet Alophomorphella och familjen finglanssteklar. Inga underarter finns listade i Catalogue of Life.